# أولاد عبد الدايم (تزطوطين)
أولاد عبد الدايم هي إحدى مشيخات المملكة المغربية، تتبع جغرافيا لإقليم الناظور وإداريًا لتزطوطين. يقدر عدد سكانها بـ 13462 نسمة حسب الإحصاء الرسمي للسكان والسكنى لسنة 2004.